# Fińska Republika Demokratyczna

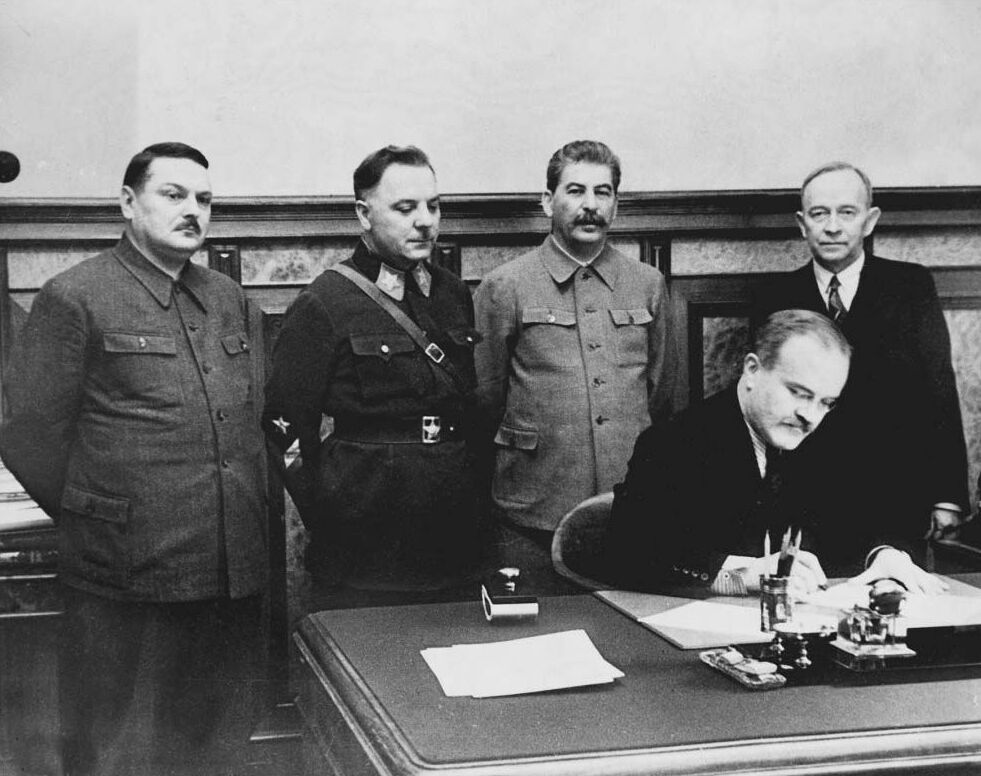
Podpisanie układu o uznaniu przez ZSRR FRD za jedyne państwo fińskie. 1 grudnia 1939, Moskwa. Podpisuje Wiaczesław Mołotow, z prawej stoi Otto Kuusinen

Fińska Republika Demokratyczna (fiń. Suomen kansanvaltainen tasavalta) – krótko istniejące podczas wojny zimowej marionetkowe państwo fińskie, proklamowane na pierwszym skrawku terytorium Finlandii zajętym  przez Armię Czerwoną w trakcie agresji ZSRR na Finlandię.
Powstanie republiki ogłoszono 1 grudnia 1939 roku w Terijoki (obecnie Zielenogorsk), na jej czele stanął fiński komunista Otto Kuusinen. FRD obejmować miała połączone terytorium Finlandii i Karelskiej Autonomicznej SRR.
Republika miała być zalążkiem sowieckiej władzy w całej Finlandii, jednak niekorzystny dla ZSRR przebieg wojny zimowej zmusił Stalina do porzucenia planów aneksji i sowietyzacji Finlandii (którą pierwotnie, podobnie jak Litwę, Łotwę i Estonię zamierzano wcielić do ZSRR) i spowodował włączenie struktur Fińskiej Republiki Demokratycznej 12 marca 1940 roku (z chwilą zawarcia przez ZSRR rozejmu z rządem Finlandii) do Karelo-Fińskiej SRR. Otto Kuusinen został później długoletnim (aż do swej śmierci) członkiem Biura Politycznego KC KPZR.